# Santo Stefano (Isola Lunga)
Santo Stefano o Susistan (in croato Luški otok), chiamato anche scoglio Grande, è una piccola isola della Dalmazia settentrionale, in Croazia, che fa parte dell'arcipelago zaratino. Si trova nel mar Adriatico centrale, affiancata alla costa orientale dell'Isola Lunga. Amministrativamente appartiene al comune di Sale, nella regione zaratina.

## Geografia
L'isola occupa una superficie di 0,294 km², ha uno sviluppo costiero di 3,1 km e un'altezza massima di 64 m metri sul livello del mare. Ha una forma allungata e misura circa 1,37 km di lunghezza. Si trova a poca distanza da punta Santo Stefano (rt Gubac), 120 m circa, e ripara a nord l'omonimo porto che i croati chiamano semplicemente Luka, dove si trova il villaggio di Santo Stefano. È situata a sud di Rava, dista circa 1 km da capo Fine di Rava (Konac Rave).

### Isole adiacenti
- Oliveto (Maslinovac), a nord.

### Cartografia
- (HR) Mappa topografica della Croazia 1:25000, su preglednik.arkod.hr. URL consultato l'8 aprile 2017.
- G. Giani, Carta prospettiva delle Comuni censuarie della Dalmazia, foglio 2, 1839. Fondo Miscellanea cartografica catastale, Archivio di Stato di Trieste.
- Carta di cabottaggio del mare Adriatico, foglio VII, Milano, Istituto geografico militare, 1822-1824. URL consultato l'8 aprile 2017 (archiviato dall'url originale il 13 aprile 2013).